# ソユーズT-15
ソユーズT-15は、宇宙ステーションミールとサリュート7号を目指した有人宇宙飛行である。ソユーズ計画の1つとして行われた。

## 乗組員
- 船長:レオニード・キジム (3)
- 操縦士:ウラジーミル・ソロフィエフ (2)

### バックアップ
- 船長:アレクサンドル・ヴィクトレンコ
- 操縦士:アレクサンドル・アレクサンドロフ

## ミッションパラメータ
- 質量:6850kg
- 近点:331km
- 遠点:366km
- 軌道傾斜角:51.6°
- 軌道周期:91.5分

## ミッションハイライト
ソユーズT-15はミールへの初めての長期滞在である。
第27回ソ連共産党大会に間に合わせるようにという圧力のため、ソユーズT-15はミールとサリュート7号への二重ミッションとなることが決定された。
レオニード・キジムとウラジーミル・ソロフィエフは、1986年3月13日に打ち上げられ、3月15日にミールと初めてドッキングした。ミールへの51日間近くの滞在で、到着後に2機のプログレス補給船を迎えた。
1986年5月5日12時12分9秒(UTC)に彼らはミールを離れ、1日かけてサリュート7号を目指し、5月6日16時57分52秒(UTC)にドッキングした。2度の宇宙遊泳を行い、実験の結果や実験装置、材料のサンプルを回収した。乗組員はソユーズT-15にミールで育てる植物やミールより4000m高い軌道にあるサリュート7号に向かうために必要な機材等を持ち込んだ。5月4日、ミールはサリュート7号に近づくために13km/Sまで減速し、ソユーズT-15に限界まで燃料を積み込んだ。ソユーズT-15は、サリュート7号まで2500mの地点でミールを離れた。到着まで29時間かかり、その後彼らは6月25日から26日に再びミールに戻ってきた。6月24日から25日にミールは2度手動操作され、徐々に高度を上げ、サリュート7号に近づいた。6月25日、ソユーズT-15はサリュート7号を離れ、29時間かけてミールに向かった。
ソユーズT-14の船長ウラジーミル・ヴァシューチンの病気のため、サリュート7号にはやり残した仕事がいくつかあった。例えば、乗組員は、ミールのプログラム実装のための宇宙遊泳ができなかった。5月28日、乗組員は宇宙船外壁に取り付けられた宇宙曝露実験装置を回収し、グライダー装置を試験した。配置された弾筒がわずか数分間で15mのグライダーに変形した。グライダーは、宇宙遊泳終了後には逆の過程によって格納された。1度目の宇宙遊泳は3時間50分続いた。2度目の宇宙遊泳ではグライダーの他に溶接実験が行われた。5月31日、キジムとソロフィエフは格納されたグライダーの頂上に測定装置を取り付け、再びそれを展開して剛性の測定を行った。彼らはその後、電子銃でグライダーの溶接を行った。2度目の宇宙遊泳は5時間続いた。
乗組員は、サリュート7号からミールに戻る前に、合計350kgから400kgに及ぶ20の装置を回収した。8月19日から8月22日の間、大気圏再突入させるため、コスモス1686号のエンジンによってサリュート7号は平均高度475kmという未曽有の高さにまで軌道を変えられた。大気抵抗により高度が維持されたが、ステーションは55か月後に南アメリカ上空に突入した。アルゼンチンではサリュート7号とコスモス1686号の欠片が発見された。
ソビエト連邦は、船尾のポートをプログレス補給船のために空けておくため、ソユーズT-15をミールの前部ポートにドッキングさせようとしていたが、これ以前のソユーズと同様に、ソユーズT-15も前部ポート用のクルス接近システムではなく、Igla接近システムを備えていた。ソユーズT-15はミールに後方から近づいたが、ミールから20kmの地点でソユーズT-15のIgla接近システムはミールの船尾ポートを認識した。200mの地点で、Igla接近システムは遮断され、乗組員は手動で前方のポートにドッキングさせた。サリュート7号へのドッキングには、1985年のソユーズT-13と同じレーザーレンジファインダーが用いられた。
ソユーズT-15は、サリュート7号からの350-400kgの荷物を持ってミールに到着した。7月3日、キジムはそれまでワレリー・リューミンが持っていた宇宙滞在時間の記録を塗り替えた。7月6日には、彼は丸1年を宇宙で過ごした初めての人類になった。乗組員は、その後も20日ミールに滞在し、地球の観測等を行った。
次のミッションからソユーズ-TM宇宙船が使われるようになったため、ソユーズT-15はソユーズ-T宇宙船を用いた最後のミッションとなった。